# 坂上村太兵衛
坂上村 太兵衛（さかうえむら たへえ、生没年不詳）とは、江戸時代中期に砺波郡五箇山利賀谷組の代官職（十村）を務めた人物。苗字は小西。

## 概要
前田家加賀藩による五箇山統治が始まった時、加賀藩は瑞泉寺下梨道場（後の瑞願寺）の五ヶ山市助を代官（十村）として支配する形式を取った。天正13年（1585年）の初代五箇山市助の任命後、5代100年に渡って市助家は代官職を世襲したが、慶安4年（1651年）からは同格の十村として細嶋村源太郎が任命された。源太郎は五箇山東半（小谷・利賀谷,「利賀谷組」と呼ばれる）を、市助は五山西半（赤尾谷・上梨谷・下梨谷,「赤尾谷組」と呼ばれる）をそれぞれ統括し、これ以後五箇山を二分割して統治する体制が確立する。
細嶋村源太郎の引退後、寛文2年（1662年）から寛文10年（1670年）にかけては金屋岩黒村九左衛門（細嶋村九左衛門）が後任として十村組を務めた。九左衛門は組外から十村役に任命される「引越十村」であったが、名義のみで実際には金屋岩黒村に在住したまま役目をこなしていたようである。
寛文10年に九左衛門が引退した後、後任となって延宝5年（1677年）まで十村役を務めたのが坂上村太兵衛であった。坂上村太兵衛の引退後は祖山村太郎助が跡を継ぎ、口伝によると太兵衛の子孫は井波町に移住して小西家を称したという。